# Chaparana aenea
Ếch Doichang (Chaparana aenea) là một loài ếch thuộc họ Ranidae.
Đây là loài đặc hữu của Thái Lan.
Môi trường sống tự nhiên của chúng là vùng núi ẩm nhiệt đới hoặc cận nhiệt đới và sông ngòi.
Chúng hiện đang bị đe dọa vì mất nơi sống.